# Angeladebie Ramkisoen
Angeladebie Roshni Annie (Angela) Ramkisoen (Paramaribo, 11 mei 1983) is een Surinaams diplomaat. Ze werd op 18 januari 2022 beëdigd tot ambassadeur voor Brazilië.

## Biografie
Angeladebie Ramkisoen studeerde rechten aan de Anton de Kom Universiteit van Suriname. Ze werkt sinds 2008 voor het ministerie van Buitenlandse Zaken.
Ze werd op 18 januari 2022 door president Chan Santokhi beëdigd tot ambassadeur voor Brazilië. De strategische prioriteiten die ze van hem meekreeg, waren onder meer strategische samenwerking op energiegebied en de economie, en samenwerking in de aanpak van grensoverschrijdende criminaliteit. In maart 2024 trad ze daarnaast aan als niet-residerend ambassadeur voor Paraguay en in augustus 2024 voor Peru.